# Pristaulacus holtzi
Pristaulacus holtzi är en stekelart som först beskrevs av Schulz 1906.  Pristaulacus holtzi ingår i släktet Pristaulacus och familjen vedlarvsteklar. Inga underarter finns listade i Catalogue of Life.